# Lasioglossum torulosum
Lasioglossum torulosum är en biart som först beskrevs av Michener 1980.  Lasioglossum torulosum ingår i släktet smalbin, och familjen vägbin. Inga underarter finns listade i Catalogue of Life.